# Silba cucumeris
Silba cucumeris är en tvåvingeart som beskrevs av Mcalpine 1964. Silba cucumeris ingår i släktet Silba och familjen stjärtflugor.
Artens utbredningsområde är Kenya. Inga underarter finns listade i Catalogue of Life.